# John Hickman (Diplomat)
John Kyrle Hickman, CMG (* 3. Juli 1927; † 23. Februar 2001) war ein britischer Diplomat, der unter anderem von 1977 bis 1981 Botschafter in Ecuador sowie zwischen 1982 und 1987 Botschafter in Chile war.

## Leben
John Kyrle Hickman, Sohn von John Barlow Hickman und dessen Ehefrau Joan Hankinson, begann nach dem Besuch der 1553 gegründeten Tonbridge School ein Studium am Trinity Hall der University of Cambridge, das er 1948 mit einem Bachelor of Arts (B.A.) abschloss. Im Anschluss leistete er zwischen 1948 und 1950 Militärdienst im 45. Feldregiment der Royal Artillery in der Commonwealth Brigade und wurde danach 1950 Mitarbeiter im Kriegsministerium (War Office), in dem er zuerst Assistant Principal sowie 1955 Principal wurde. 1958 wechselte er in das Ministerium für Angelegenheiten zum Commonwealth of Nations (Commonwealth Relations Office) und war unter anderem zwischen 1959 und 1962 Erster Sekretär am Hochkommissariat in Neuseeland. 1966 wechselte er schließlich in den diplomatischen Dienst (HM Diplomatic Service) des Außenministeriums (Foreign and Commonwealth Office). Er fand in der Folgezeit zahlreiche Verwendungen an Auslandsvertretungen sowie im Außenministerium und war zunächst von 1966 bis 1967 Erster Sekretär an der Botschaft in Spanien.
Im Anschluss übernahm Hickman 1967 den Posten als Generalkonsul in Bilbao und hatte diesen bis 1969 inne. Daraufhin fungierte er zwischen 1969 und 1971 als Botschaftsrat und stellvertretender Hochkommissar in Singapur sowie von 1971 bis 1974 als Leiter des Referats Südwestpazifik im Außenministerium. Nach weiteren Verwendungen war er zwischen 1974 und 1977 Botschaftsrat sowie zuletzt Geschäftsträger an der Botschaft in Irland. 1977 wurde er für seine Verdienste Companion des Order of St Michael and St George (CMG). Als Nachfolger von Norman Ernest Cox wurde er 1977 Botschafter in Ecuador und verblieb auf diesem Posten bis zu seiner Ablösung durch Adrian Buxton 1981. Zuletzt übernahm er 1982 von John Heath den Posten als Botschafter in Chile und hatte diesen bis zu seinem Eintritt in den Ruhestand 1987 inne, woraufhin Alan White seine dortige Nachfolge antrat. Nach seinem Ausscheiden aus dem diplomatischen Dienst wurde er 1988 Direktor des in Südamerika tätigen Unternehmens Anaconda Inc.
John Hickman heiratete am 4. April 1956 Jennifer Olive Love. Aus dieser Ehe gingen die Tochter Catherine „Katie“ Lucy Hickman, die als Schriftstellerin tätig ist, sowie die beiden Söhne Matthew John Kyrle und Andrew Giles Lovell Hickman hervor.

## Veröffentlichung
- The Enchanted Islands. The Galapagos Discovered, 1985
- News from the End of the Earth. A Portrait of Chile, 1998